# Luciana Castellina
Luciana Castellina (Roma, Italia, 9 de agosto de 1929) es una periodista, política y escritora italiana.

## Vida
Castellina nació en la ciudad de Roma. Se graduó en leyes en la Universidad de Roma La Sapienza. 

## Trayectoria
En 1947 se unió al Partido Comunista Italiano. En 1974 fue cofundadora del Partido de Unidad Proletaria por el Comunismo. Ofició en cuatro oportunidades en la Cámara de Diputados de Italia y veinte años en el Parlamento Europeo. En el Parlamento ofició como presidenta del Comité de Cultura, Juventud, Educación y Medios y del Comité de Relaciones Económicas Exteriores.
Fue presidenta de la comisión cinematográfica italiana, una agencia de promoción del cine italiano en el extranjero, de 1998 a 2003. También ofició como editora de Nuova Generazione, una revista comunista de corte juvenil, y del diario Liberazione.
Castellina fue nombrada Oficial de la Orden de las Artes y las Letras Francesa y Comendadora de la República Argentina.

### Candidatura a la Presidencia de Italia
En la elección presidencial de 2015, el partido Izquierda, Ecología y Libertad apoyó a Castellina como posible sucesora de Giorgio Napolitano en la presidencia del país europeo. Sin embargo, el partido decidió apoyar finalmente a Sergio Mattarella, quien más tarde fue elegido presidente.

## Vida privada
Estuvo casada con el líder comunista Alfredo Reichlin. Tuvieron dos hijos, Lucrezia y Pietro, ambos economistas de profesión.

## Obras seleccionadas
- Cinquant'anni d'Europa (2007)
- Eurollywood, Il difficile ingresso della cultura nella costruzione dell'Europa (2008)
- La scoperta del mondo, finalista del Premio Strega
- Siberiana, ganadora del Premio Letterario Vallombrosa en 2012
- Guardati dalla mia fame (2014) con Milena Agus
- Manuale antiretorico dell'Unione Europea (2016)[2]